# Нокс (окръг, Илинойс)
Вижте пояснителната страница за други значения на Нокс.
Окръг Нокс (на английски: Knox County) е окръг в щата Илинойс, Съединени американски щати. Площта му е 1865 km², а населението - 55 836 души (2000). Административен център е град Гейлсбърг.